# Odo av Toulouse
Odo av Toulouse, död 919, var regerande greve av Toulouse mellan 886 och 918.